# Station Holyhead
Station Holyhead, in de stad Holyhead, is een spoorwegstation van National Rail aan de North Wales Coast Line in Anglesey in Wales. Het station is eigendom van Network Rail en wordt beheerd door Transport for Wales. Het station is geopend in 1880.
De stad is bekend als overstaplocatie tussen het spoorwegstation van Holyhead en de veren van Stena Line en Irish Ferries, die varen van en naar de Ierse haven van Dublin.

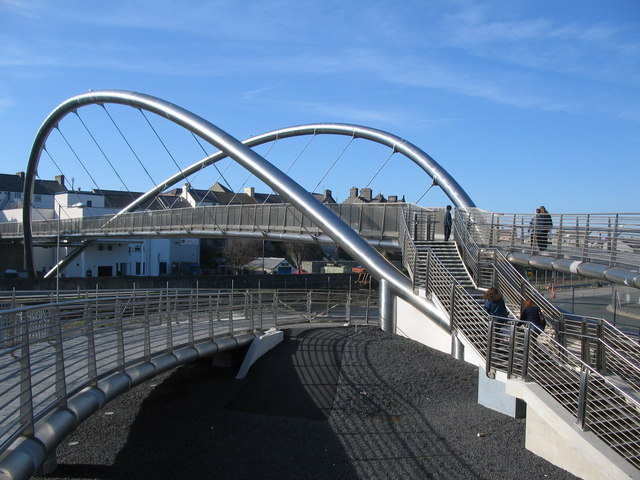
Celtic Gateway Bridge voetgangersbrug tussen het stad en Station Holyhead
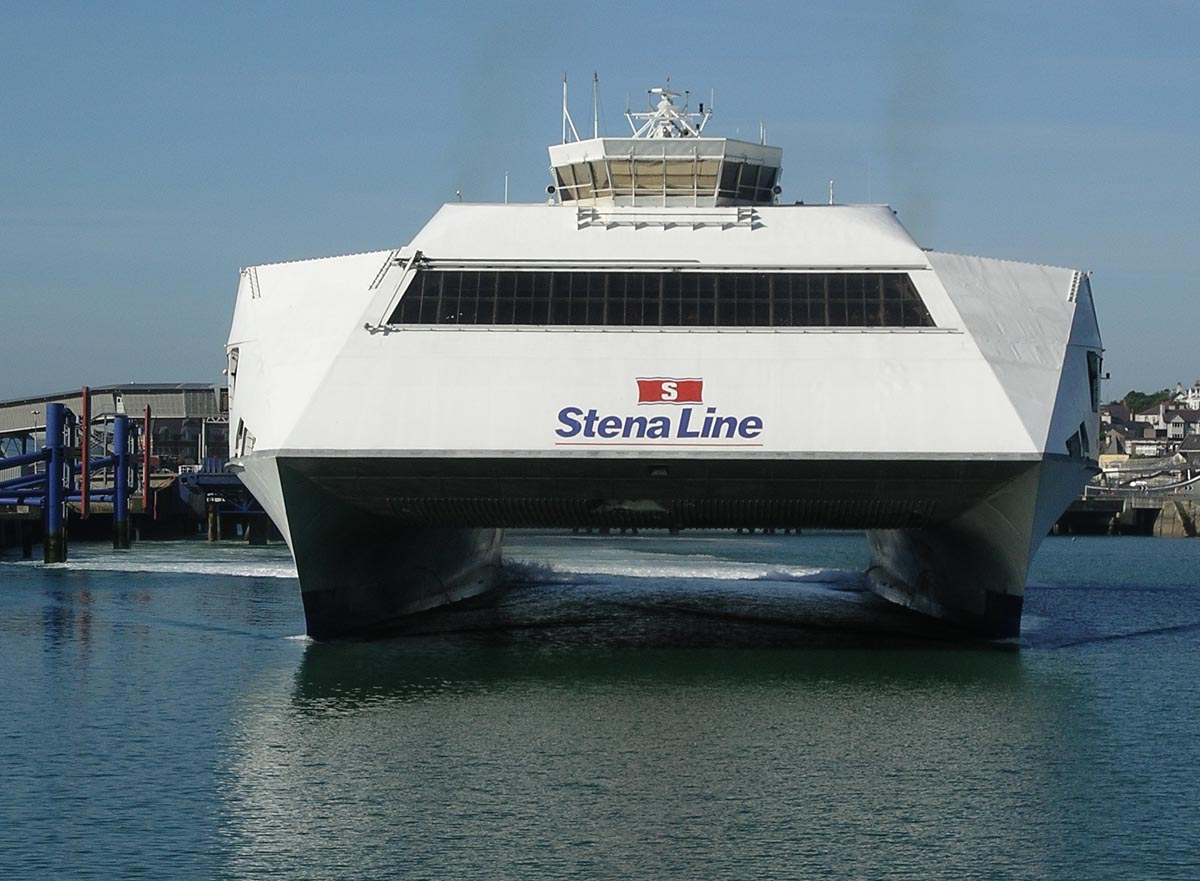
HSS-hogesnelheidsferry Stena Explorer in Holyhead, anno 2006
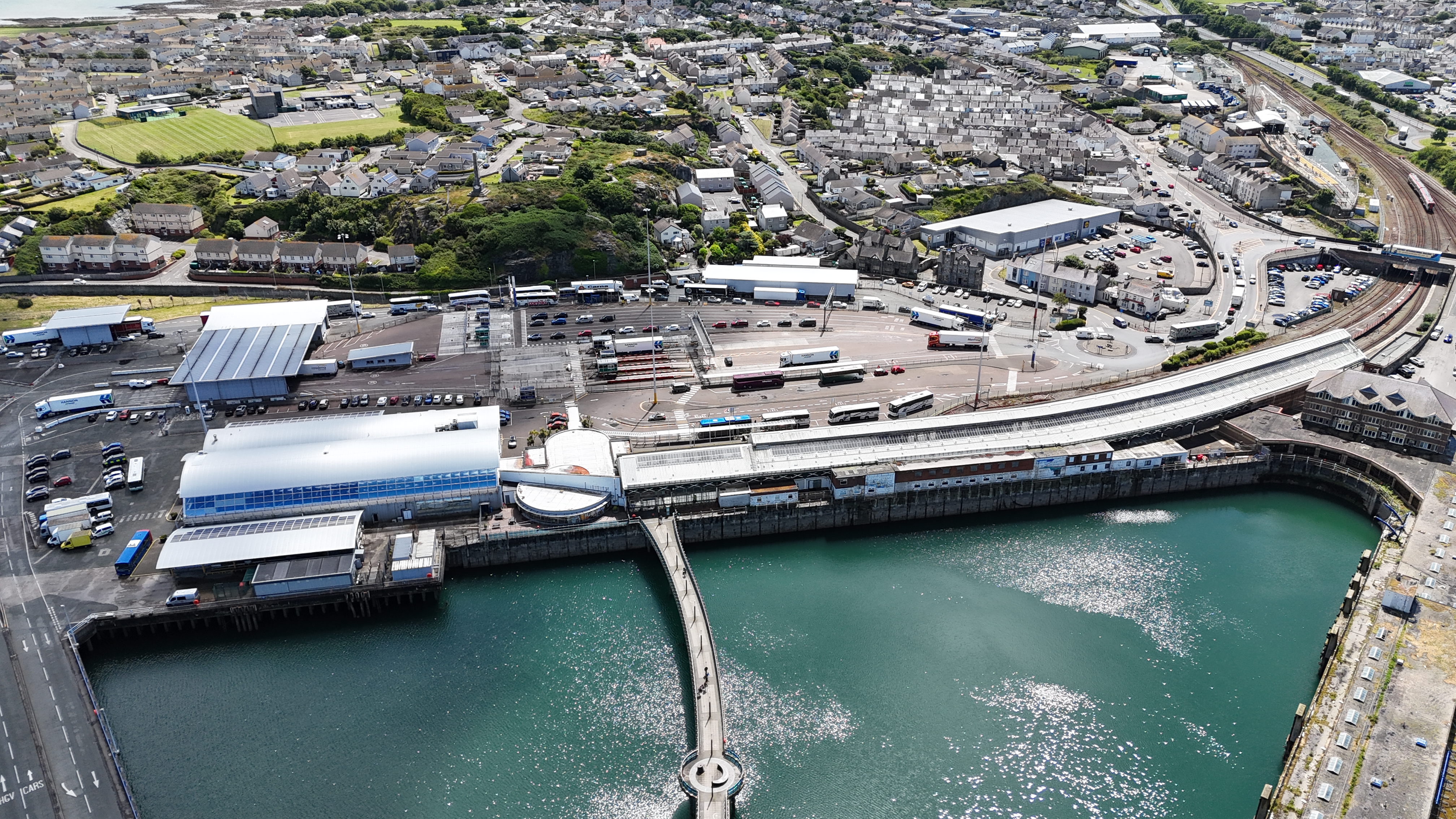
Station en ferry terminal, 2024